# حامد زكي

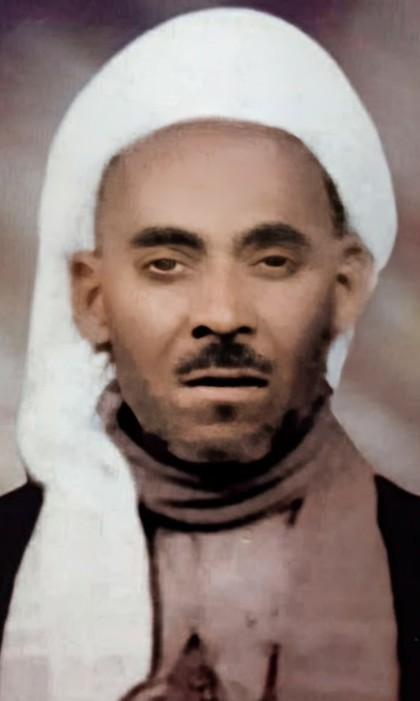
حامد زكي (بێکەس) 1896 - 1976.jpg

حامد حمدون زكي الملقب (بالكردية: بي كه س) (1313 _1395هـ/1896_1976م) شاعر كردي عراقي. ولد في السليمانية، من أعماله ملحمة « شيرزاد وكول شاد » و« خواطر وأماني الوطن الأم ». توفي يوم 3 يناير/كانون الثاني 1976م.

## سيرة
حامد حمدون زكي (1313 _1395ه/1896_1976م) شاعر كردي ذو توجه وجداني. ولد في السليمانية في كردستان العراق وتلقى تعليمه على يد ملا فتاح خاره وغيره من العلماء وبعد ذلك توجه إلى مدينة سقز ومكث بها سبع سنوات وتعرف على الشعراء والمثقفين الوطنيين الأكراد، شارك في الحرب التي نشبت بين العثمانيين والجيش القيصري. إشتغل مدرسًا وتاجرًا وفقيهًا حيث كان حافظً للقرآن الكريم. قبل أن يعود إلى العراق ويعمل مدرسَا بمدرسة مسجد ملا رسول بأربيل حيث كان يتكفل ب 60 تلميذًا يعلمهم الأناشيد الوطنية والرياضة البدنية وعلومًا أخرى، كما عمل على محاربة الأمية بإشتغاله كمدرس متنقل.
وتعتبر ملحمة « شيرزاد وكول شاد »  من أولى نتاجاته، وقد وصفها على غرار _الشهنامة_ وهي ملحمه عبارة عن ستة  آلاف وخمسمائة بيت، وقد استلهم شاعريته من حبه العميق لوطنه. ومن نتاجاته الأخرى  « رحلة الأسفار الخمسة » وهي تأريخ يبدأ من سيدنا آدم إلى الرسول الكريم (ص) وله إيضًا  « خواطر وأماني الوطن الأم » وقد كانت ثورة 14 تموز 1958 الدافع نحو هذا العمل، وله خماسيات شعرية من بينها « تخمبس لأشعار » بنجود وحمدي وشيخ رضا. إختار لنفسه اسم « بي كه س » . تأثر بأشعار نالي وفائي وأدب وحافظ وسعدي والفردوسي توفي يوم 3 يناير/كانون الثاني 1976م.

## مؤلفاته
- «شيرزاد وكول شاد» ملحمة شعرية
- «رحلة الأسفار الخمسة» تأريخ
- «خواطر وأماني الوطن الأم»
- «تخميس لأشعار»بنجود وحمدي وشيخ رضا